# Hesperostipa comata
Espèce
Classification phylogénétique
Hesperostipa comata, de nom commun stipe comateuse, est une espèce d'herbe nord-américaine de la famille des Poaceae et du genre Hesperostipa.

## Description
Hesperostipa comata est une graminée vivace produisant des tiges dressées et non ramifiées d'une hauteur maximale d'environ 1 m. L'inflorescence étroite mesure jusqu'à 28 cm de long chez les plantes plus hautes, l'épillet mature portant une arête en forme de lance en spirale, poilue, atteignant 19 cm de longueur.
Les graines de cette herbe ont des extensions hygroscopiques qui se plient avec les changements d'humidité, leur permettant de se disperser sur le sol. Chaque graine a une arête qui se tord de plusieurs tours lorsque la graine est libérée. Une humidité accrue le fait se détordre et, après séchage, se tord à nouveau, ainsi la graine est plantée dans le sol.

## Répartition
La stipe comateuse a une large distribution allant du nord du Canada au Mexique.

## Écologie
Elle est une herbe de nombreux types d'habitats, des prairies aux forêts de pins. Hesperostipa comata pousse souvent avec Achnatherum thurberianum (en), Aletes humilis (en), Asclepias uncialis, Astragalus mulfordiae (en), Carex inops.
Les jeunes pousses constituent une source de nourriture privilégiée pour les chiens de prairie à queue noire et les lièvres de Californie, et l'herbe est un bon pâturage au début du printemps pour le bétail avant de développer sa longue arête acérée.
Elle est une nourriture privilégiée d'orthoptères comme Aulocara elliotti, Metator pardalinus, Spharagemon collare, Spharagemon equale.
Elle est une plante hôte pour la chenille de Grammia blakei (en).

## Culture
La plante est décrite lors de l'expédition Lewis et Clark.
La stipe comateuse est un symbole du Saskatchewan, elle est choisie puisqu’elle est l’herbe dominante de cette écorégion composée de prairies mixtes.
Cette espèce est populaire parmi les enfants en raison de la capacité de la graine à être jetée et à coller aux vêtements.